# Computerworld
Computerworld (viết tắt là CW) là một ấn phẩm của Hoa Kỳ chuyên đưa tin về công nghệ thông tin và công nghệ kinh doanh. Computerworld đã chuyển hoàn toàn sang dạng kỹ thuật số vào năm 2014.
Là một tuần báo được in trong suốt những năm 1970–1980, Computerworld là ấn phẩm thương mại hàng đầu trong ngành xử lý dữ liệu. Thật vậy, dựa trên lượng phát hành và doanh thu, đây là một trong những ấn phẩm thương mại thành công nhất trong bất kỳ ngành nào. Sau đó vào những năm 1980, nó bắt đầu mất đi vị trí thống trị.
Công ty mẹ của Computerworld US là IDG Communications.